# Syndrom akutní dechové tísně
Syndrom akutní dechové tísně (ARDS, Acute respiratory distress syndrome) je akutní postižení plic způsobené nadměrnou zánětlivou reakcí v plicích. Dochází k hromadění tekutiny v plicích která brání dýchání. Krev pacienta tak není dostatečně okysličena a stav se projevuje lapáním po dechu, rychlým dýcháním a zmodráním kůže. Stav je ohrožující na životě a nemoc u přeživších často zanechává trvalé následky. Syndrom, poprvé popsaný roku 1967, se objevuje jako komplikace jiných závažných onemocnění, jako je sepse nebo zápal plic.